# تاكوما آبي
تاكوما آبي (باليابانية:阿部 拓馬) مواليد 5 ديسمبر 1987 في طوكيو، هو لاعب كرة قدم ياباني. يلعب كمهاجم.

## المسيرة الاحترافية

### أندية لعب لها
- طوكيو فيردي

## روابط خارجية
- تاكوما آبي على موقع رابطة كرة القدم اليابانية للمحترفين (اليابانية)
- تاكوما آبي على موقع دوري كوريا الجنوبية (الإنجليزية)
- تاكوما آبي على موقع قاعدة بيانات كرة القدم.إي يو (الإنجليزية)
- تاكوما آبي على موقع بيانات كرة القدم. دي إي (الألمانية)
- تاكوما آبي على موقع Soccerway.com (الإنجليزية)
- تاكوما آبي على موقع عالم كرة القدم.نت (الإنجليزية)